# Лёба, Жанна
Жанна Лёба (фр. Jeanne Leuba; 8 ноября 1882, Париж — 1979, Австрия) — французская журналистка, писательница и археолог, супруга и коллега Анри Пармантье, работавшая вместе с ним в экспедициях в Индокитае более 40 лет. Обучившись археологии у Пармантье, Лёба сама вела исследования и написала несколько научных работ. После замужества продолжала использовать фамилию Лёба и подписывала ей свои работы.

## Биография
Родилась в Париже в семье художника-иллюстратора, в юности планировала стать пианисткой. В 1905 году в возрасте 23 лет вышла замуж за Анри Пармантье, которому тогда было 34. Вместе с ним в том же году Лёба отправилась в Индокитай, сперва в Аннам, в город Нячанг, где они занимались описанием и реставрацией тямских храмов в Понагаре.
Лёба вела дневник, в котором описывала тяжёлые условия проживания в экспедициях в джунглях Индокитая, сильно отличавшиеся от привычной ей парижской жизни в семье среднего класса. Пармантье и Лёба изучали храмы Камбоджи (Ангкор, Байон, Самбор-Прей-Кук, Бантеайсрей и другие), Вьетнама (Понагар, Поклонггарай, погребения в Бакнине), памятники Лаоса (Ват-Пху). В экспедициях им зачастую приходилось на лодках, волах и пешком преодолевать многие километры, чтобы добраться до труднодоступных храмов, а затем заниматься поиском воды, места для ночлега, чинить одежду и организовывать хозяйство на месте.
Лёба не имела формального археологического образования, однако она многому научилась у Пармантье и сама стала заниматься научной работой. Она принимала активное участие во всём, чем занимался Пармантье, а после его смерти подготовила к публикации его последнюю книгу «Искусство Лаоса» (1954). Собственные её публикации включают несколько статей по памятникам Ангкора и две книги о тямах: Les Chams d’autrefois et d’aujourd’hui (1915) и Un royaume disparu: les Chams et leur art (1923). В предисловии к последней Луи Фино отмечал простоту слога и хвалил раскрытие темы тямского искусства.
После смерти Пармантье в 1949 году 67-летняя Лёба решила не возвращаться в Париж, а осталась жить в Пномпене. В 1945 году японская оккупационная армия заключила её в концентрационный лагерь, однако вскоре Япония капитулировала. После освобождения Лёба работала на радио, а также продолжала заниматься востоковедением и писательством, в частности, публиковала статьи в Pages indochinoises и других журналах. Помимо научных текстов Лёба оставила множество стихов, рассказов, путевых заметок, интервью и публицистических статей. Во Франции Лёба оставалась почти неизвестна, некоторого внимания были удостоены лишь её стихи.
В 1966 году 84-летняя Лёба покинула Камбоджу, в которой начиналась гражданская война 1967—1975 годов, основными участниками которой были красные кхмеры и Королевство Камбоджи. Умерла в Австрии, где провела последние 13 лет жизни.

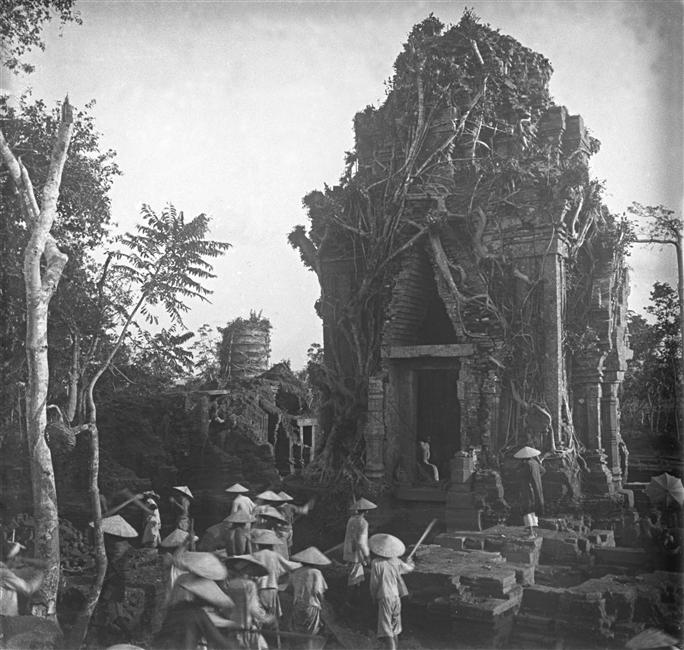
Раскопки тямских монументов
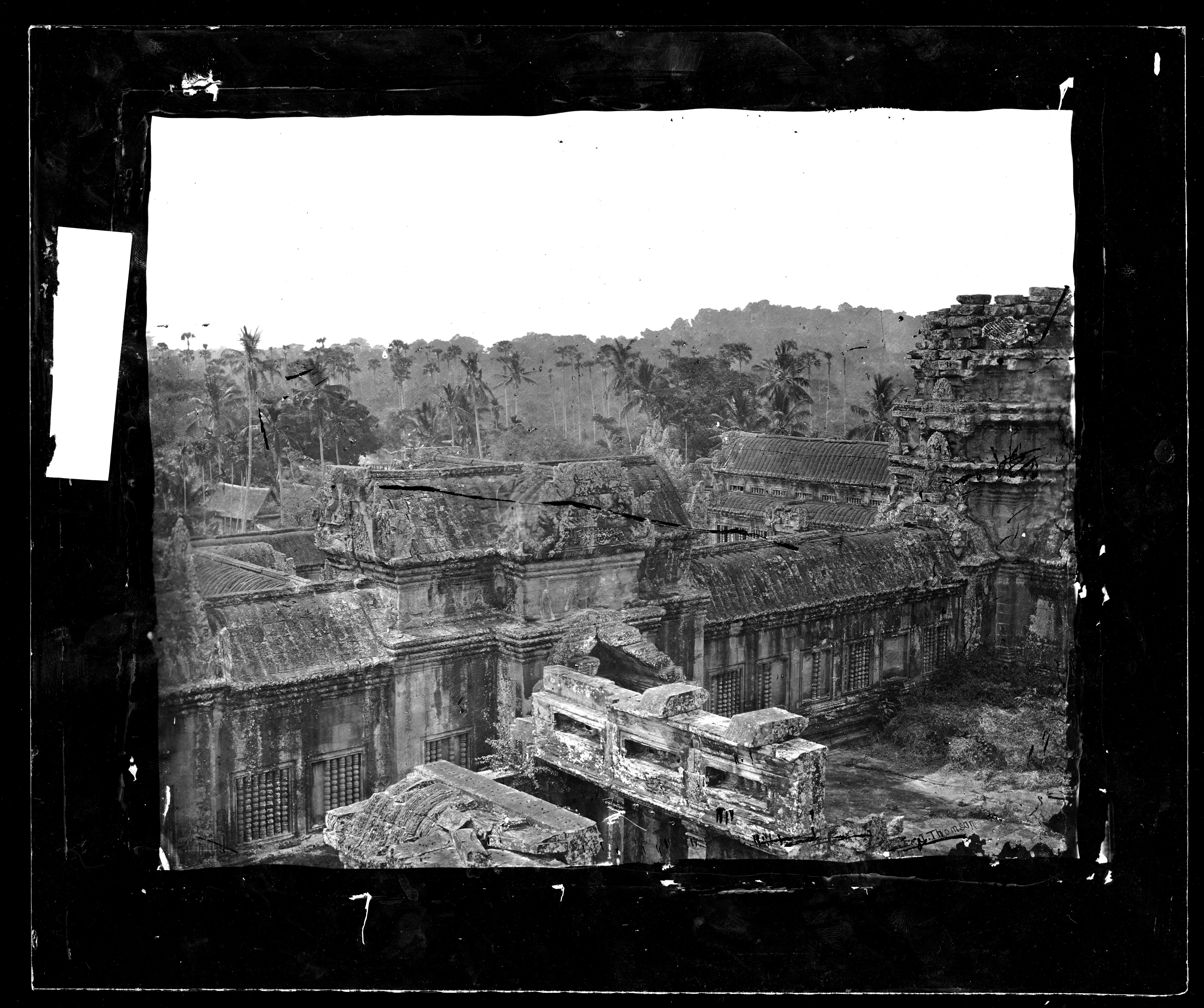
Состояние Ангкора в XIX веке. Фотография Джона Томсона[англ.]
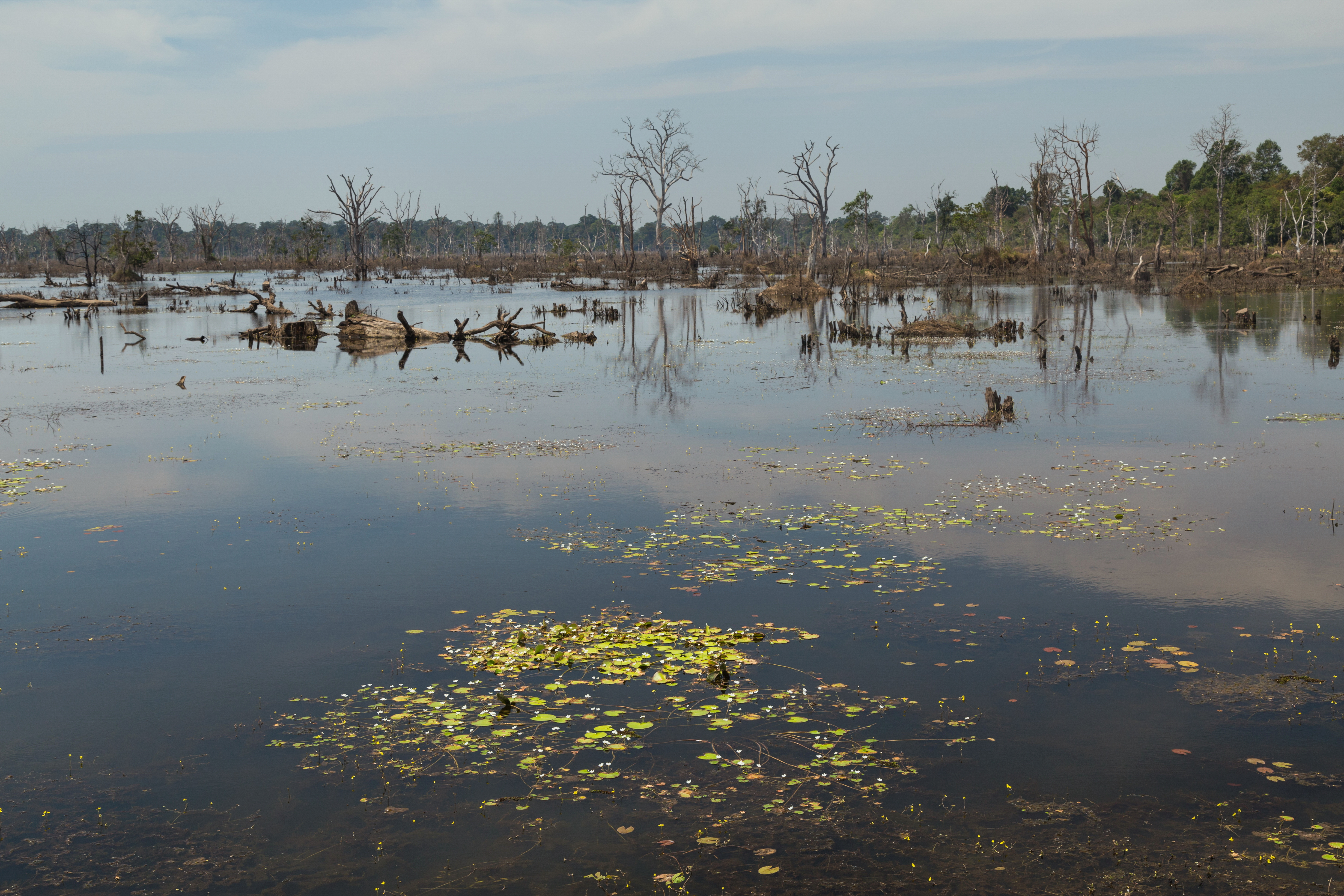
Болота, окружающие Ангкор